# Tangkuban Perahu
Tangkuban Perahu är en vulkan i Indonesien. Den ligger i provinsen Jawa Barat, i den västra delen av landet. Toppen på Tangkuban Perahu är 2 071 meter över havet.
Norr och väster om Tangkuban Perahu förekommer skog. Åt syd och ost hittas även jordbruksmark och samhällen